# 阿吉萊拉火山

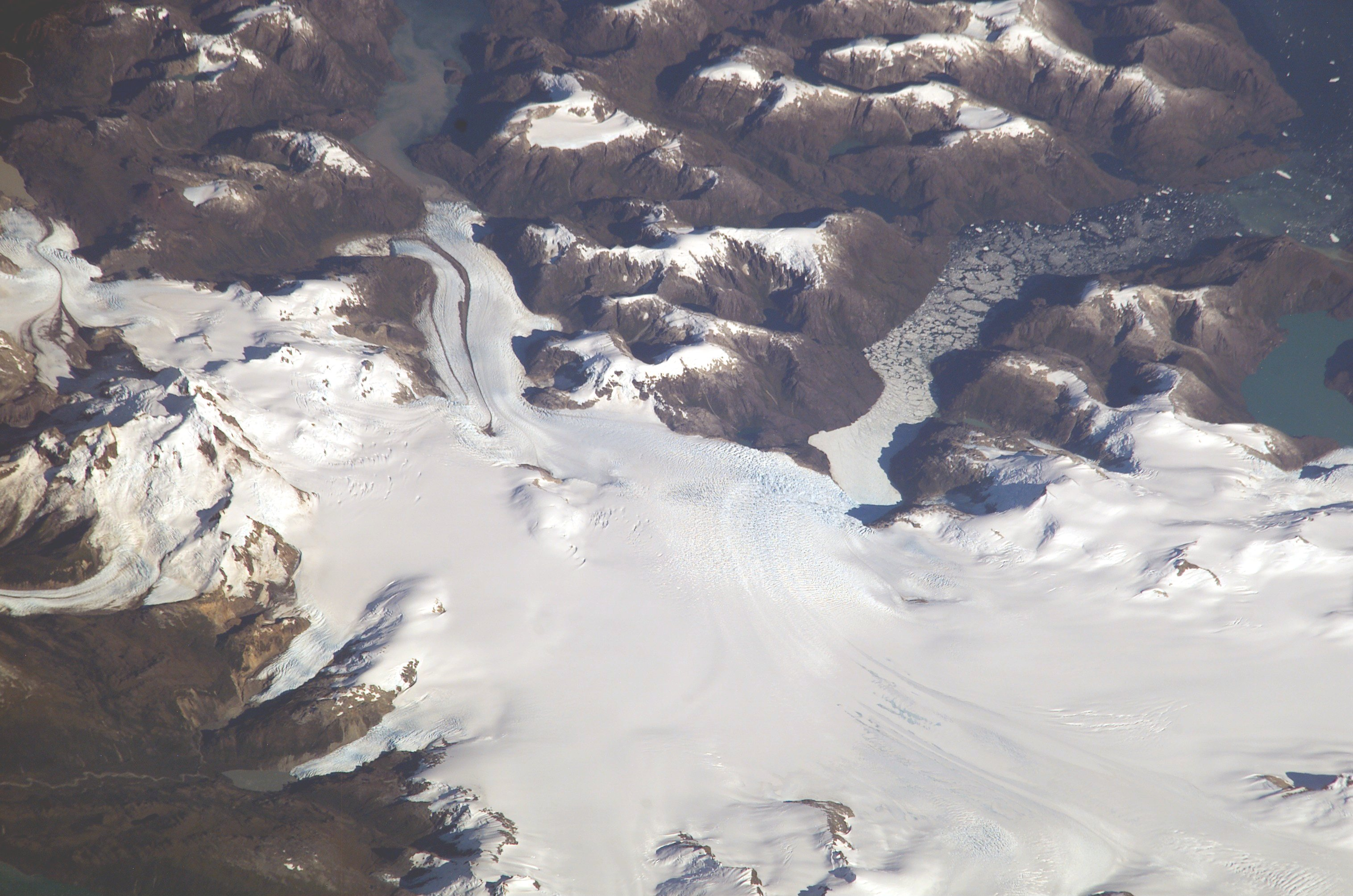

50°20′0″S 73°45′0″W / 50.33333°S 73.75000°W
阿吉萊拉火山（西班牙語：Volcán Aguilera）是智利的一個複式火山，位於該國南部阿根廷湖以西，在麥哲倫-智利南極大區內，屬於安第斯山脈的一部分，山體由英安岩組成，海拔高度2,546米，最近一次火山噴發在公元前1650年發生。